# Ист Вилистон (Њујорк)
Ист Вилистон (енгл. East Williston) град је у америчкој савезној држави Њујорк.

## Демографија
По попису из 2010. године број становника је 2.556, што је 53 (2,1%) становника више него 2000. године.
| Група             | 2000.         | 2010.         |
| Белци             | 2.334 (93,2%) | 2.316 (90,6%) |
| Афроамериканци    | 9 (0,4%)      | 10 (0,4%)     |
| Азијати           | 84 (3,4%)     | 102 (4,0%)    |
| Хиспаноамериканци | 59 (2,4%)     | 110 (4,3%)    |
| Укупно            | 2.503         | 2.556         |